# Клайберн, Уилл
Уильям Дэлен Клайберн (англ. William Dalen Clyburn; род. 17 мая 1990, Детройт, штат Мичиган, США) — американский профессиональный баскетболист, играющий на позиции лёгкого форварда. Выступает за итальянский баскетбольный клуб «Барселона».

## Карьера
В студенческие годы Клайберн выступал в составе 3 команд, став выпускником колледжа «Айова Стэйт».
Профессиональную карьеру Уилл начал в «Ратиофарме», где провёл 2 сезона, затем перешёл в «Хапоэль» (Холон), в котором стал лучшим снайпером чемпионата Израиля (20,9 очка).
В сезоне 2016/2017 выступал за «Дарюшшафаку», в составе которой принял участие во всех 34 матчах Евролиги, 26 из которых начинал в стартовом составе. Его статистика составила 13,0 очка, 5,1 подбора, 1,3 передачи и 0,9 перехвата за 28,2 минуты. В чемпионате Турции Клайберн провёл 31 матч со средними показателями 10,8 очка, 5,6 подбора, 1,5 передачи, 0,7 перехвата за 26,9 минуты.
В июне 2017 года подписал 2-летний контракт с ЦСКА.
В регулярном сезоне Евролиги 2018/2019 Клайберн был признан «Самым ценным игроком» 19 тура. В матче с «Баварией» (77:70) Уилл набрал 20 очков, 8 подборов, 1 передачу, 2 перехвата и 27 баллов за эффективность действий.
По итогам сезона Евролиги 2018/2019 Клайберн был включён в первую символическую пятёрку турнира, а в «Финале четырёх» был признан «Самым ценным игроком». В полуфинале с мадридским «Реалом» (95:90) Уилл набрал 18 очков и 5 подборов, а в финальном матче помог ЦСКА обыграть «Анадолу Эфес» записав на свой счёт 20 очков, 5 подборов и 2 передачи.
В Единой лиге ВТБ 2018/2019 Клайберн был включён в символическую пятёрку первого раунда (1/4 финала) плей-офф турнира.
В июне 2019 года Клайберн подписал новый 3-летний контракт с ЦСКА.
25 октября 2019 года Клайберн получил травму колена в матче Евролиги против «Альбы» (82:66). Обследование, проведённое в московской клинике, выявило повреждение передней крестообразной связки правого коленного сустава. 10 ноября, в одной из австрийских клиник, Клайберну была успешно проведена операция.
В очередном матче Евролиги игроки ЦСКА вышли на предматчевое представление в футболках в поддержку травмированного Клайберна.
В ноябре 2019 года Клайберн стал кандидатом на включение в символическую команду Евролиги 2010—2020 годов.
В августе 2020 года Евролига представила символическую команду ЦСКА последнего десятилетия. Команда была определена путём 3-недельного голосования болельщиков на сайте Евролиги. По итогам голосования Уилл занял 5 место.
26 августа 2020 года Клайберн провёл свой первый матч за 10 месяцев.
Перед началом сезона 2020/2021 Клайберн был назначен вице-капитаном ЦСКА.
В Единой лиге ВТБ Клайберн был включён в символическую пятёрку полуфинальной стадии плей-офф.
За время выступления в составе ЦСКА Клайберн провёл 236 матчей и набирал в среднем 12,9 очка, 4,9 подбора, 1,7 передачи и 0,8 перехвата.
В июне 2022 года Клайберн перешёл в «Анадолу Эфес». 20 июня 2024 года Клайберн покинул клуб.
21 июля 2024 года игрок подписал с итальянским «Виртусом» контракт по схеме 1+1.
23 июля 2025 года Клайберн подписал контракт с испанской «Барселоной».

## Достижения
- Чемпион Италии 2024/2025
- Чемпион Евролиги: 2018/2019
- Чемпион Единой лиги ВТБ (3): 2017/2018, 2018/2019, 2020/2021
- Серебряный призёр Единой лиги ВТБ: 2021/2022
- Обладатель Суперкубка Единой лиги ВТБ: 2021
- Чемпион России (3): 2017/2018, 2018/2019, 2020/2021
- Серебряный призёр чемпионата России: 2021/2022